# 20. Oscar-gála
Az 20. Oscar-gálát, az Amerikai Filmakadémia díjátadóját 1948. március 20-án tartották meg. A Fox Studio megfogadta Samuel Goldwyn szavait és értelmiségi filmet készített, az Úri becsületszó témája azonban még Hollywoodban is tabu témát érintett, az antiszemitizmust. A film mégis közönségsikert aratott, és a három legjelentősebb Oscart-díjat nyerte el. Az első nem angol nyelvű film is kapott egy speciális Oscart, Vittorio De Sica rendező Fiúk a rács mögött című olasz filmje.
Az ABC Rádión közvetített esten, Jean Hersholt beszéde foglalkozott a nem amerikai filmek jelenlétével az Oscar ceremónián: „egy nemzetközi díj, amennyiben szakszerűen és gondosan szabályozott, szorosabbra fűzhetné az amerikai és más országok filmes szakemberei közötti kapcsolatot”.
James Baskett különdíjat kapott A Dél dala – Rémusz bácsi meséi című filmben nyújtott alakításáért, ezzel az első afroamerikai férfi és egyben első Disney-sztár lett, akit Oscar-díjjal jutalmaztak.

## Kategóriák és jelöltek
Nyertesek félkövérrel jelölve.

### Legjobb film
- Úri becsületszó (Gentleman’s Agreement) – 20th Century-Fox – Darryl F. Zanuck
  - A püspök felesége (The Bishop’s Wife) – Goldwyn, RKO Pictures Radio – Samuel Goldwyn
  - Csoda a 34. utcában (Miracle on 34th Street) – 20th Century-Fox – William Perlberg
  - Kereszttűz (Crossfire) – RKO Pictures Radio – Adrian Scott
  - Szép remények (Great Expectations) – Rank-Cineguild, U-I (British) – Ronald Neame

### Legjobb színész
- Ronald Colman – Kettős élet (A Double Life)
  - John Garfield      – Test és lélek (Body and Soul)
  - Gregory Peck       – Úri becsületszó (Gentleman’s Agreement)
  - Michael Redgrave   – Mourning Becomes Electra
  - William Powell     – Élet apával (Life with Father)

### Legjobb színésznő
- Loretta Young  –The Farmer’s Daughter
  - Joan Crawford    – Possessed
  - Susan Hayward        – Katasztrófa – Egy asszony története (Smash-Up, the Story of a Woman)
  - Dorothy McGuire     – Úri becsületszó (Gentleman’s Agreement)
  - Rosalind Russell      – Mourning Becomes Electra

### Legjobb férfi mellékszereplő
- Edmund Gwenn – Csoda a 34. utcában (Miracle on 34th Street)
  - Charles Bickford – The Farmer’s Daughter
  - Thomas Gomez – Ride the Pink Horse
  - Robert Ryan – Kereszttűz (Crossfire)
  - Richard Widmark – Kiss of Death

### Legjobb női mellékszereplő
- Celeste Holm – Úri becsületszó (Gentleman’s Agreement)
  - Ethel Barrymore – A Paradine-ügy (The Paradine Case)
  - Gloria Grahame – Kereszttűz (Crossfire)
  - Marjorie Main – The Egg and I
  - Anne Revere – Úri becsületszó (Gentleman’s Agreement)

### Legjobb rendező
- Elia Kazan – Úri becsületszó (Gentleman’s Agreement)
  - George Cukor – Kettős élet (A Double Life)
  - Edward Dmytryk – Kereszttűz (Crossfire)
  - Henry Koster – A püspök felesége (The Bishop’s Wife)
  - David Lean – Szép remények (Great Expectations)

### Legjobb eredeti történet
- Csoda a 34. utcában (Miracle on 34th Street) – Valentine Davies
  - A Cage of Nightingales (La Cage aux rossignols; francia) – Georges Chaperot, René Wheeler
  - It Happened on Fifth Avenue – Herbert Clyde Lewis, Frederick Stephani
  - Kiss of Death – Eleazar Lipsky
  - Katasztrófa – Egy asszony története (Smash-Up, the Story of a Woman) – Frank Cavett, Dorothy Parker

### Legjobb eredeti forgatókönyv
- The Bachelor and the Bobby-Soxer – Sidney Sheldon
  - Test és lélek (Body and Soul) – Abraham Polonsky
  - Kettős élet (A Double Life) – Ruth Gordon, Garson Kanin
  - Monsieur Verdoux – Charles Chaplin
  - Fiúk a rács mögött (Sciuscià) – Sergio Amidei, Adolfo Franci, C. G. Viola, Cesare Zavattini

### Legjobb adaptált forgatókönyv
- Csoda a 34. utcában (Miracle on 34th Street) – George Seaton forgatókönyve Valentine Davies elbeszélése alapján
  - Bumeráng (Boomerang) – Richard Murphy forgatókönyve Anthony Abbot (Fulton Oursler írói álneve) egy cikke alapján
  - Kereszttűz (Crossfire) – John Paxton forgatókönyve Richard Brooks: The Brick Foxhole című regénye alapján
  - Úri becsületszó (Gentleman’s Agreement) – Moss Hart forgatókönyve Laura Z. Hobson regénye alapján
  - Szép remények (Great Expectations) – David Lean, Ronald Neame, Anthony Havelock-Allan forgatókönyve Charles Dickens regénye alapján

### Legjobb operatőr
- Guy Green - Szép remények (Great Expectations) (ff)
  - The Ghost and Mrs. Muir – Charles Lang
  - Green Dolphin Street – George J. Folsey
- Jack Cardiff - Fekete nárcisz[* 1] (Black Narcissus) (színes)
  - Élet apával (Life with Father) – Peverell Marley és William V. Skall
  - Mother Wore Tights – Harry Jackson

### Látványtervezés és díszlet
Fekete-fehér filmek
- John Bryan, Wilfred Shingleton – Szép remények (Great Expectations)
  - Lyle Wheeler, Maurice Ransford, Thomas Little, Paul S. Fox – The Foxes of Harrow

Színes filmek
- Alfred Junge – Fekete nárcisz (Black Narcissus)
  - Robert M. Haas, George James Hopkins – Élet apával (Life with Father)

### Legjobb vágás
- 'Test és lélek (Body and Soul) – Francis Lyon, Robert Parrish
  - A püspök felesége (The Bishop’s Wife) – Monica Collingwood
  - Úri becsületszó (Gentleman’s Agreement) – Harmon Jones
  - Green Dolphin Street – George White
  - Egy ember lemarad/A számkivetett[5] (Odd Man Out) – Fergus McDonnell

### Legjobb vizuális effektus
- Green Dolphin Street – A. Arnold Gillespie és Warren Newcombe
  - Unconquered – Farciot Edouart, Devereux Jennings és Gordon Jennings

### Legjobb idegen nyelvű film (különdíj)
- Fiúk a rács mögött (Sciuscià) (Olaszország) – Società Cooperativa Alfa Cinematografica – Paolo William Tamburella producer – Vittorio De Sica rendező

### Legjobb eredeti filmzene

#### Filmzene drámai filmben vagy vígjátékban
- Kettős élet (A Double Life) – Rózsa Miklós
  - A püspök felesége (The Bishop’s Wife) – Hugo Friedhofer
  - Captain from Castile – Alfred Newman
  - Forever Amber – David Raksin
  - Élet apával (Life with Father) – Max Steiner

#### Filmzene musicalfilmben
- Mother Wore Tights – Alfred Newman
  - Fiesta – Johnny Green
  - My Wild Irish Rose – Ray Heindorf és Max Steiner
  - Road to Rio – Robert Emmett Dolan
  - A Dél dala – Rémusz bácsi meséi (Song of the South) – Daniele Amfitheatrof, Paul J. Smith és Charles Wolcott

## Statisztika

### Egynél több jelöléssel bíró filmek
- 8 : Úri becsületszó (Gentleman’s Agreement)
- 5 : A püspök felesége (The Bishop’s Wife), Kereszttűz (Crossfire), Szép remények (Great Expectations)
- 4 : Kettős élet (A Double Life), Green Dolphin Street, Élet apával (Life with Father), Csoda a 34. utcában (Miracle on 34th Street)
- 3 : Test és lélek (Body and Soul), Mother Wore Tights
- 2 : Fekete nárcisz (Black Narcissus), The Farmer’s Daughter, Kiss of Death, Mourning Becomes Electra, Katasztrófa – Egy asszony története (Smash-Up, the Story of a Woman), A Dél dala – Rémusz bácsi meséi (Song of the South)

### Egynél több díjjal bíró filmek
- 3 : Úri becsületszó (Gentleman’s Agreement), Csoda a 34. utcában (Miracle on 34th Street)
- 2 : Fekete nárcisz (Black Narcissus), Kettős élet (A Double Life), Szép remények (Great Expectations)